# Măgura Ilvei
Pour les articles homonymes, voir Măgura.
Măgura Ilvei (en hongrois : Magura) est une commune du județ de Bistrița-Năsăud en Transylvanie (Roumanie).